# Acanthiophilus astrophorus
Acanthiophilus astrophorus är en tvåvingeart som beskrevs av Erich Martin Hering 1939. Acanthiophilus astrophorus ingår i släktet Acanthiophilus och familjen borrflugor.
Artens utbredningsområde är Sri Lanka. Inga underarter finns listade i Catalogue of Life.